# Forma (figura)

Un ejemplo de las diferentes definiciones de forma. Los dos triángulos a la izquierda son congruentes, mientras que el tercero es similar a ellos. El último triángulo no es similar ni congruente con ninguno de los otros, pero es homeomorfo.

En geometría, la forma de un objeto físico situado en un espacio, es una descripción geométrica de la parte del espacio ocupado por el objeto, según lo determinado por su límite exterior y sin tener en cuenta su ubicación y orientación en el espacio, el tamaño, y otras propiedades como el color, el contenido y la composición del material.

Las formas simples se pueden describir mediante objetos básicos de geometría tales como un conjunto de dos o más puntos, líneas rectas, curvas, planos, figuras planas (por ejemplo, un cuadrado o un círculo), figuras sólidas (por ejemplo, el cubo o la esfera). La mayoría de las formas que se encuentran en el mundo real son complejas. Algunas formas son tan arbitrarias, como las estructuras de las plantas y las costas, que deben ser analizadas mediante la geometría diferencial o los fractales.

## Definición de la forma rígida
En la geometría, dos subconjuntos de un espacio euclidiano tienen la misma forma, si uno se puede transformar en el otro mediante una combinación de traslaciones y rotaciones (juntos también llamados transformaciones rígidas), y escalamientos uniformes. En otras palabras, la forma de un conjunto de puntos es toda la información geométrica que es invariante a traslaciones, rotaciones y cambios de tamaño. Tener la misma forma es una relación de equivalencia, y por tanto una definición matemática precisa de la noción de forma se puede administrar como una clase de equivalencia de subconjuntos de un espacio euclidiano que tiene la misma forma.

## Escepticismo filosófico de las definiciones
En Menón de Platón, Sócrates pregunta a Menón cuál es la definición más exacta de una figura o forma. Al mostrar la posibilidad de que haya más de una definición, Sócrates demuestra que una definición puede no describir con precisión algo y que no hay una definición absoluta para cualquier cosa, incluyendo la forma.